# 阿夫拉尼乌
阿夫拉尼乌是巴西伯南布哥州的一个市镇。总面积1488.6平方公里，总人口16471人，人口密度11.1人/平方公里。